# Desa Pancor (administrativ by i Indonesien, lat -6,95, long 113,34)
Desa Pancor är en administrativ by i Indonesien.   Den ligger i provinsen Jawa Timur, i den västra delen av landet, 700 km öster om huvudstaden Jakarta. Desa Pancor ligger på ön Madura.